# Artifact (documental)
Artifact es el primer DVD de la banda estadounidense 30 Seconds to Mars. El documental fue dirigido por Jared Leto bajo el seudónimo de Bartholomew Cubbins. La película documental trata sobre la realización y sesiones de grabación del álbum de la banda, This Is War y la batalla legal de la banda contra su discográfica Virgin Records. En este documental hay varias entrevistas, incluyendo una con el neurofisiologo Daniel Levitin, el autor del libro  This Is Your Brain On Music.

## Producción
Cuatro cineastas grabaron más de 3 mil horas de 30 Seconds to Mars mientras la banda completaba su álbum This Is War entre 2008 y 2009. Jared Leto declaró que la película es un artefacto literal de un tiempo específico de la banda, de su vida personal, y «que estaba pasando en todo el mundo».

## Lanzamiento
El 4 de febrero de 2010, 30 Seconds to Mars dio lugar a una vista previa de Artifact en The Hive, el comunal espacio de la banda fue en Melrose Avenue en Los Ángeles. El evento fue interrumpido después de un atentado de bomba, un hombre se precipitó al escenario y tiró un sospechoso paquete a los pies de Jared Leto. La policía fue llamada al lugar y el edificio fue evacuado, después los policías sellaron el área. A pesar de las interrupciones, la banda finalizó la proyección de la película la tarde siguiente. Artifact se estrenó en el Festival Internacional de Cine de Toronto el 16 de septiembre de 2012.